# Księstwo Dukli
Księstwo Dukli (serb. Дукља lub Диоклетија; łac. Doclea lub Diocleia) – państwo plemienne Duklan utworzone na terenie pomiędzy Jeziorem Szkoderskim a Górami Dynarskimi na przełomie VIII i IX wieku na terenach dzisiejszej Czarnogóry. Nazwa państwa wywodzi się od rzymskiej prowincji Dioklei zamieszkanej w starożytności przez iliryjskich Diokleatów. W VII wieku Dioklea została opanowana przez plemię słowiańskie, które od nazwy prowincji wzięło swe imię – Duklan.

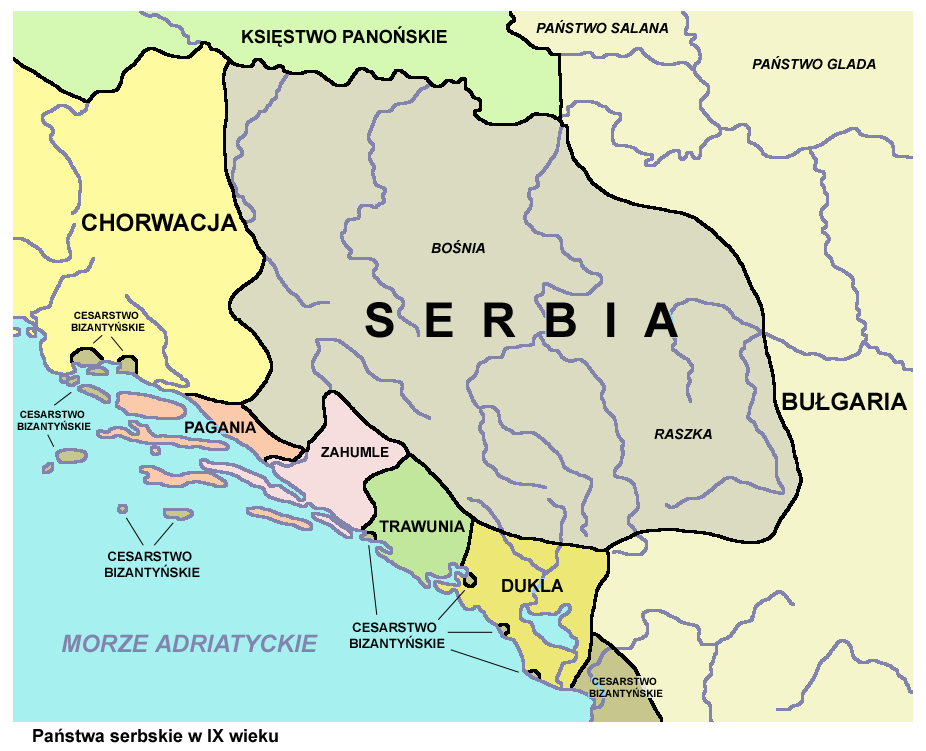
Księstwo Dukli w IX-X wieku

W połowie IX wieku władzę nad Duklą zdobyli władający sąsiednią Trebinią Belicie, a że Belicie wcześniej uznali zwierzchnictwo książąt leżącej na północy Serbii, Dukla znalazła się tym samym w strefie wpływów Serbów zagorskich. Po 867 roku, po udanej akcji floty bizantyńskiej przeciwko piratom arabskim w rejonie Dubrownika, władcy Trebinii, Dukli i Chorwacji uznali również zwierzchnictwo cesarzy bizantyńskich. Aby zjednać sobie władców państw dalmatyńskich, cesarz Bazyli I przekazał im daninę, którą płaciły dotąd do Konstantynopola bizantyńskie miasta w Dalmacji. Wynosiła ona 10 funtów złota rocznie i nazywana była daniną pokoju. Za namową cesarza Bazylego I książęta duklańscy ochrzcili się, a cesarz skierował do akcji misyjnej w Dukli kapłanów łacińskich i greckich pracujących na bizantyńskich terenach w Dalamacji. Jego poseł do Wenecji wykupił sprzedanych tam w 889 roku uczniów Metodego, którzy przynieśli do Dukli znajomość głagolicy i piśmiennictwa słowiańskiego. Dla utrwalenia dzieła chrystianizacji utworzone zostało w Barze pierwsze biskupstwo Duklan.
Upadek państwa Wyszesławiców serbskich około 950 roku przyniósł uwolnienie Dukli spod dominacji serbskiej. Wkrótce księstwo ponownie jednak znalazło się w strefie wpływów trebińskich. Książęta trebińscy – Belicie, przenieśli zresztą w II połowie X wieku ośrodek swego państwa do Dukli, na zachodni brzeg jeziora Szkoderskiego. Pod koniec X wieku władzę w państwie przejęła lokalna dynastia duklańska. Książę państwa trebińsko-duklańskiego Jan Włodzimierz zawarł ok. 993 roku sojusz z Cesarstwem Bizantyńskim, by z pomocą cesarza Bazylego II przeciwstawić się rosnącej w potęgę Bułgarii cara Samuela Komitopula. W 998 roku Samuel najechał Duklę i uprowadził Jana Włodzimierza jako jeńca na swój dwór w Prespie, a jego księstwo przyłączył do Bułgarii. W krótkim czasie doszło jednak do ślubu księcia duklańskiego z córką Samuela Teodorą Kosarą. Car przywrócił zięcia na tron duklański, dzieląc wcześniej księstwo na Duklę i Trebinię, i przydzielając Trebinię stryjowi Jana Włodzimierza Dragomirowi. W 1014 roku po śmierci Samuela nowym zwierzchnikiem Jana Włodzimierza został car Gabriel Radomir zamordowany w 1016 roku przez swego stryjecznego brata Iwana Władysława, który objął po nim władzę w państwie bułgarskim. Nowy car wezwał do siebie Jana Włodzimierza i podstępnie zamordował obawiając się z jego strony zemsty za zabicie szwagra. Dukla pozostała pod władzą carów do czasu podboju Bułgarii przez Bizancjum w 1018 roku.
Na obszarze dalmatyńskiego Primorja został wówczas utworzony tem z ośrodkiem w Dubrowniku, a nowy książę Dukli Stefan Dobrosław uznał zwierzchnictwo bizantyńskie podobnie jak jego zachodni sąsiad władca Zahumla i Trebinja Stefan Wojsław. Po śmierci Bazylego II w 1025 roku potęga Bizancjum w Dalmacji zaczęła słabnąć. Sukcesy zachodniego sąsiada w walce z Bizantyńczykami skłoniły Stefana Dobrosława do podjęcia około 1043 roku działań przeciw Bizancjum. Zwycięstwa w trwających blisko 10 lat zmaganiach przyniosły Dobrosławowi samodzielność. Dalszy okres rządów Stefana Dobrosława należy już do dziejów Zety, gdyż tak zaczęto nazywać od XI wieku odrodzone księstwo Dukli.